# لزنولید

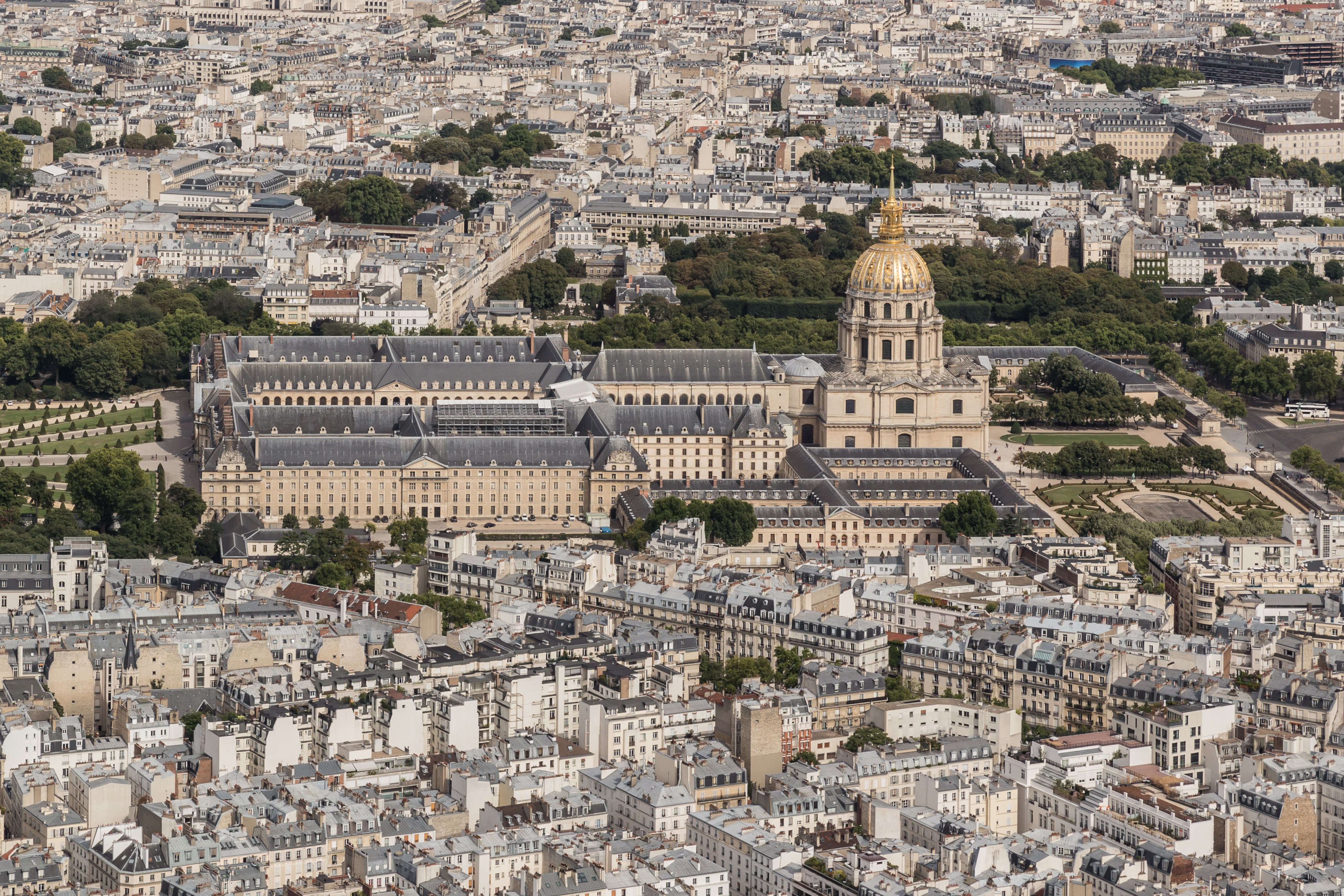

لِزَنْوَلید (به فرانسوی: Les Invalides) (تلفظ فرانسوی: [lezɛ̃valid]) یا «هتل ملی لِزَنْوَلید»، یک موزه و آرامگاه واقع در پاریس، فرانسه است. ساخت‌وساز این ساختمان که برای سربازان پیر و آسیب‌دیدگان جنگ بود در سال ۱۶۷۱ به دستور لوئی چهاردهم شروع شد و در سال ۱۶۷۸ به بهره‌برداری رسید.
از اشخاص معروفی که در این مکان دفن شده‌اند می‌توان به ناپلئون بناپارت اشاره کرد.

## مقبره‌ها
- آنری گتین برتراند (۱۷۷۳–۱۸۴۴)
- ژوزف بناپارت (۱۷۶۸–۱۸۴۴), برادر بزرگ‌تر ناپلئون بناپارت
- ژروم بناپارت (۱۷۸۴–۱۸۶۰), برادر کوچک‌تر ناپلئون بناپارت
- ناپلئون دوم (۱۸۱۱–۱۸۳۲) پسر ناپلئون بناپارت
- توماس رابرت بوژو (۱۷۸۴–۱۸۴۹), مارشال فرانسه و فاتح الجزایر.
- فرانسوا سرتاین کونروبر (۱۸۰۹–۱۸۹۵), مارشال فرانسه.
- ژرو دوروک (۱۷۷۴–۱۸۱۳), ژنرال جنگ در زمان ناپلئون بناپارت.
- روژه دو لیل (۱۷۶۰–۱۸۳۶), کاپیتان نظامی، سازنده سرود ملی فرانسه.
- فردیناند فوش (۱۸۵۱–۱۹۲۹), مارشال فرانسه, فرمانده عالی متفقین در جنگ جهانی اول.
- آنری ده لا تور دوورن، ویکوم دو تورن (۱۶۱۱–۱۶۷۵), جنرالیسیمو و یک فرمانده بزرگ نظامی فرانسه
- سباستین لو پرتر دو ووبن (۱۶۳۳–۱۷۰۷)
- پیر روک (۱۸۵۶–۱۹۲۰), بنیان‌گذار نیروی هوایی فرانسه و وزیر جنگ در سال ۱۹۱۶.
- فیلیپ لوکلرک ده اوتکلوک (۱۹۰۲–۱۹۴۷), مارشال فرانسه، فرمانده لشکر دو زرهی فرانسه.
- ژان دو لاتر دو تاسینی (۱۸۸۹–۱۹۵۲)،فرمانده , ارتش اول فرانسه در طی جنگ جهانی دوم و فرمانده سابق در جنگ اول هندوچین.

### نگارخانه

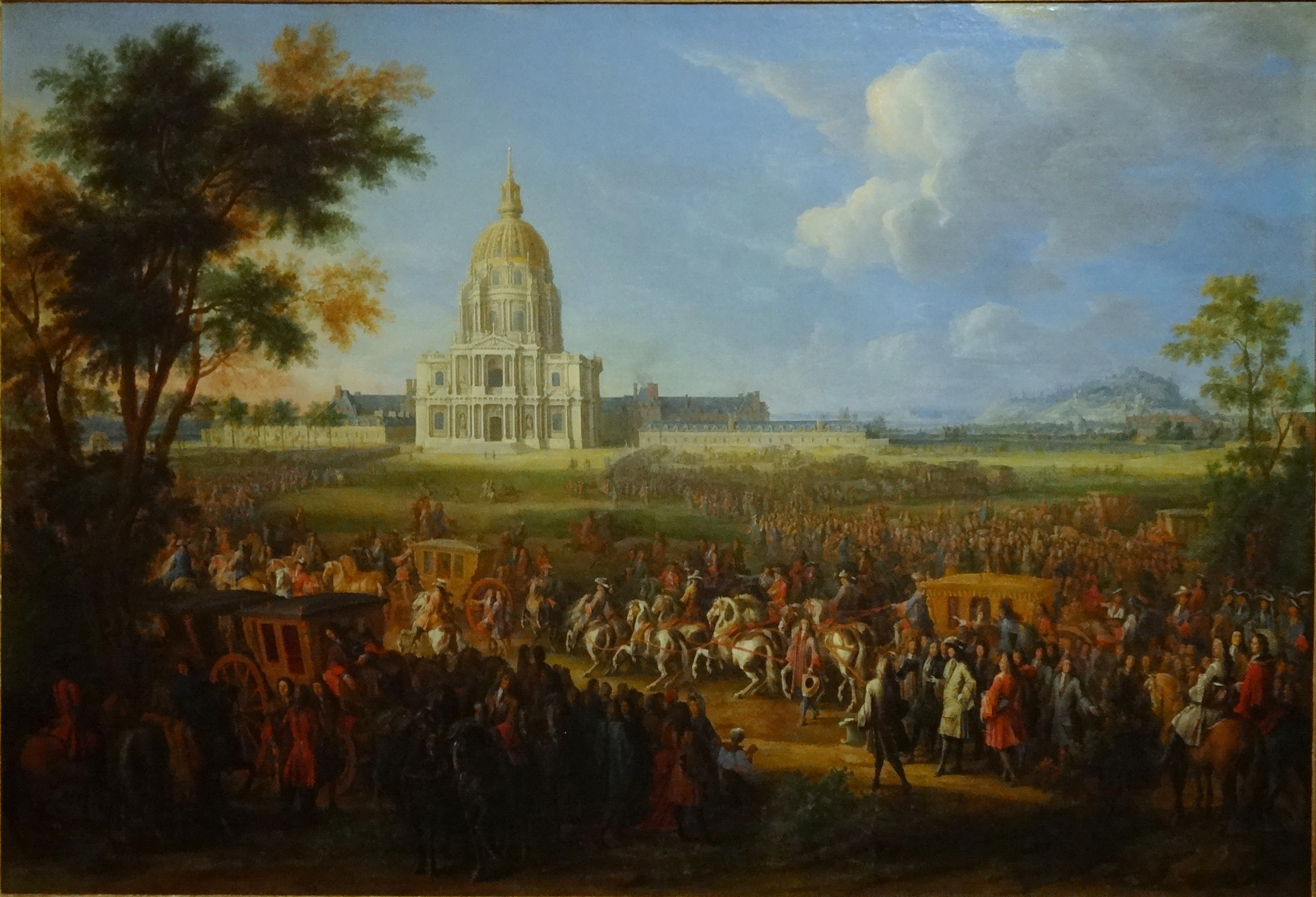
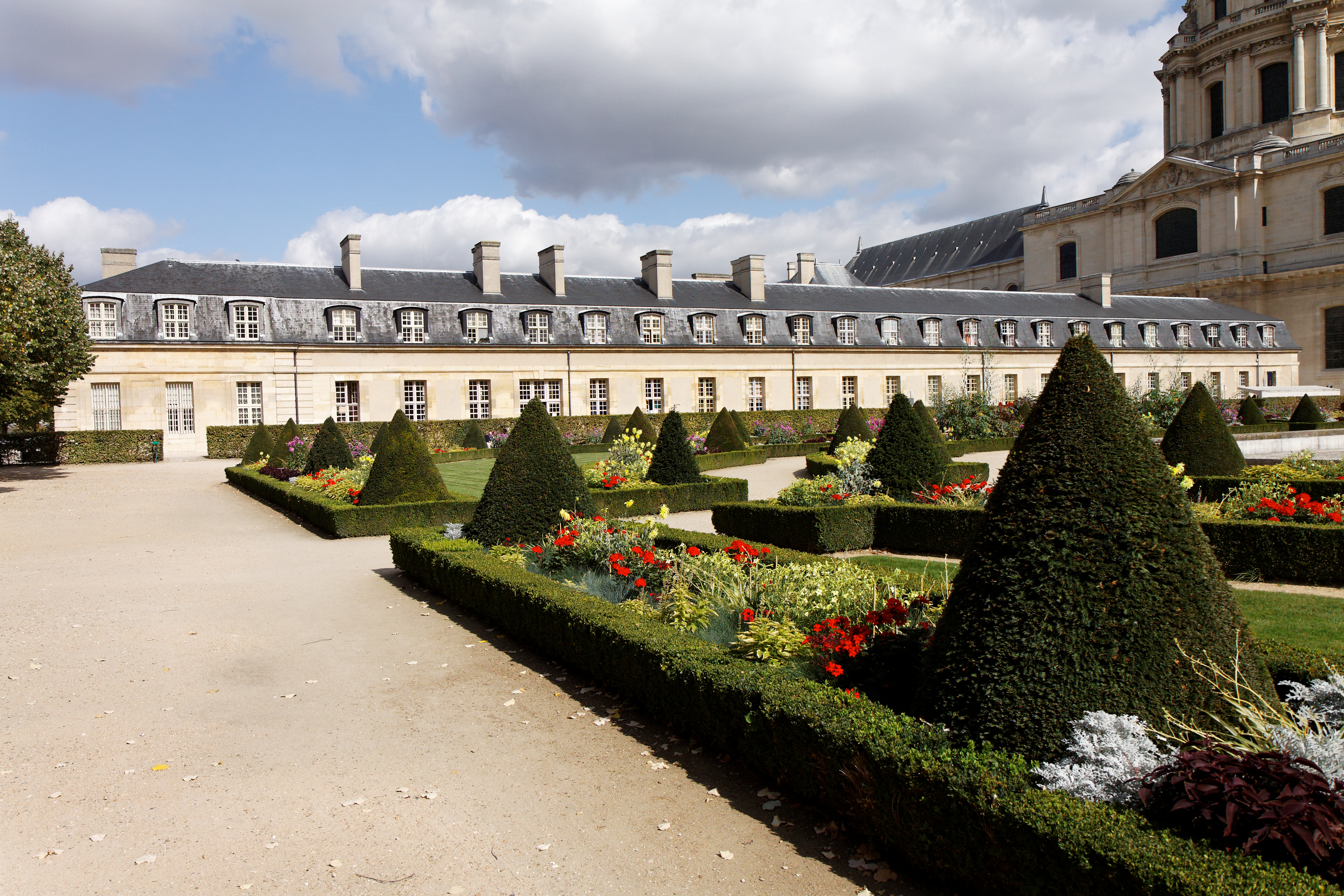
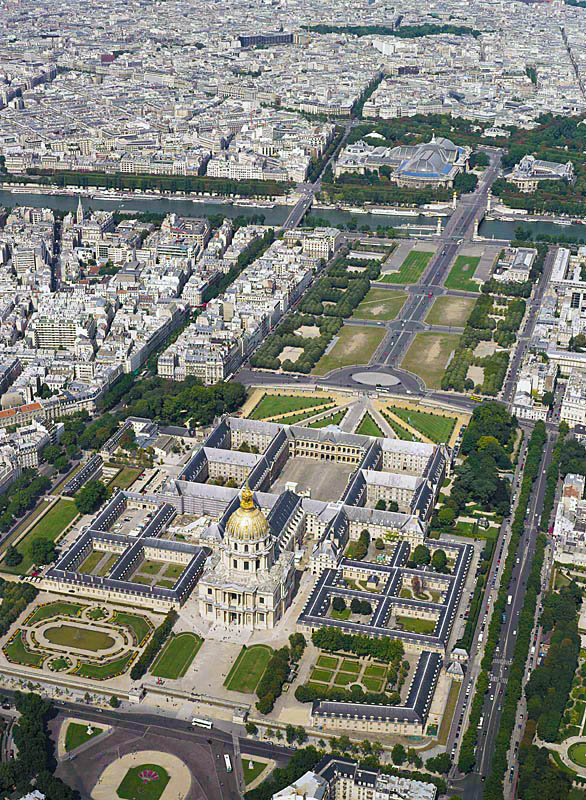
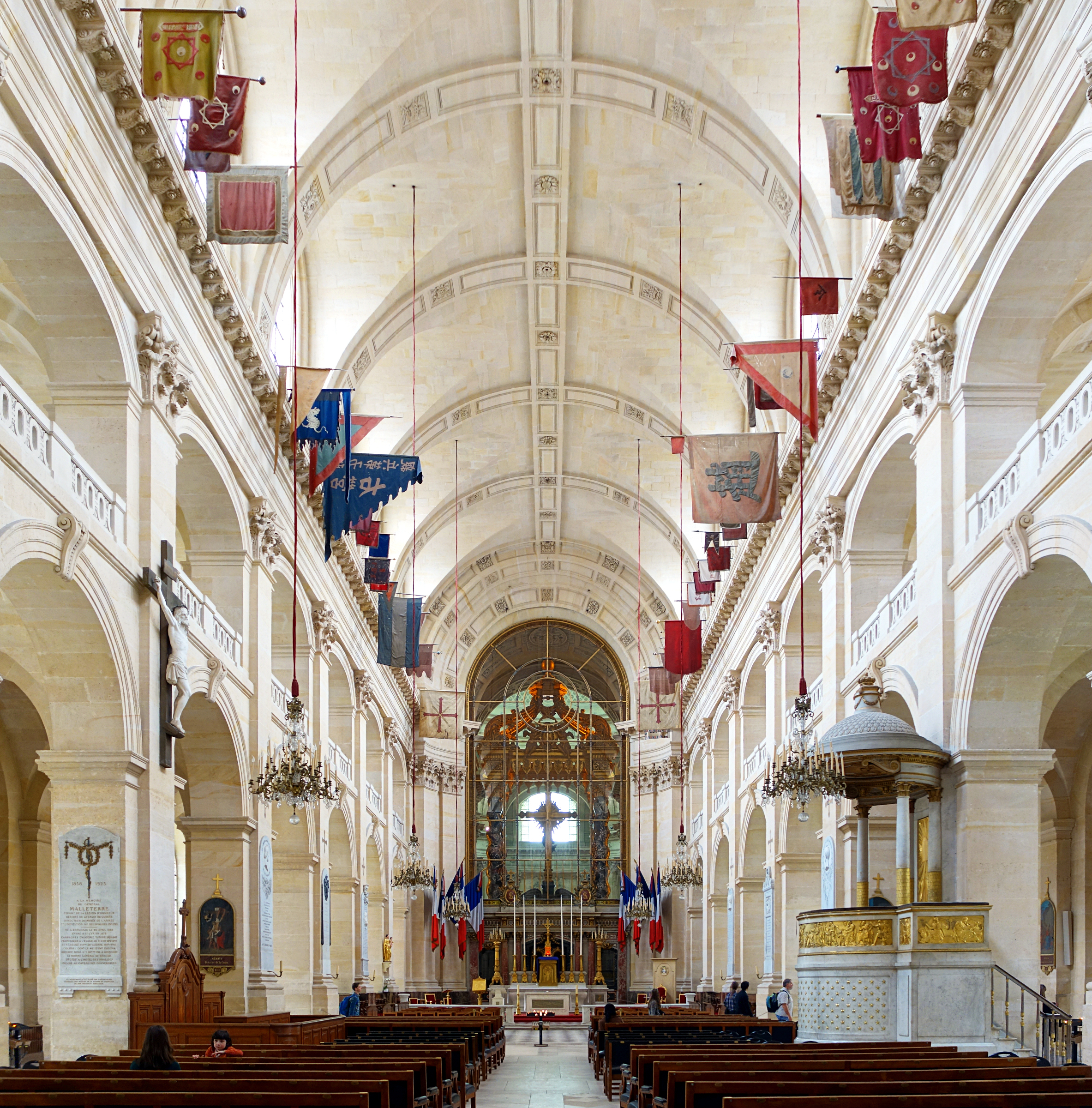
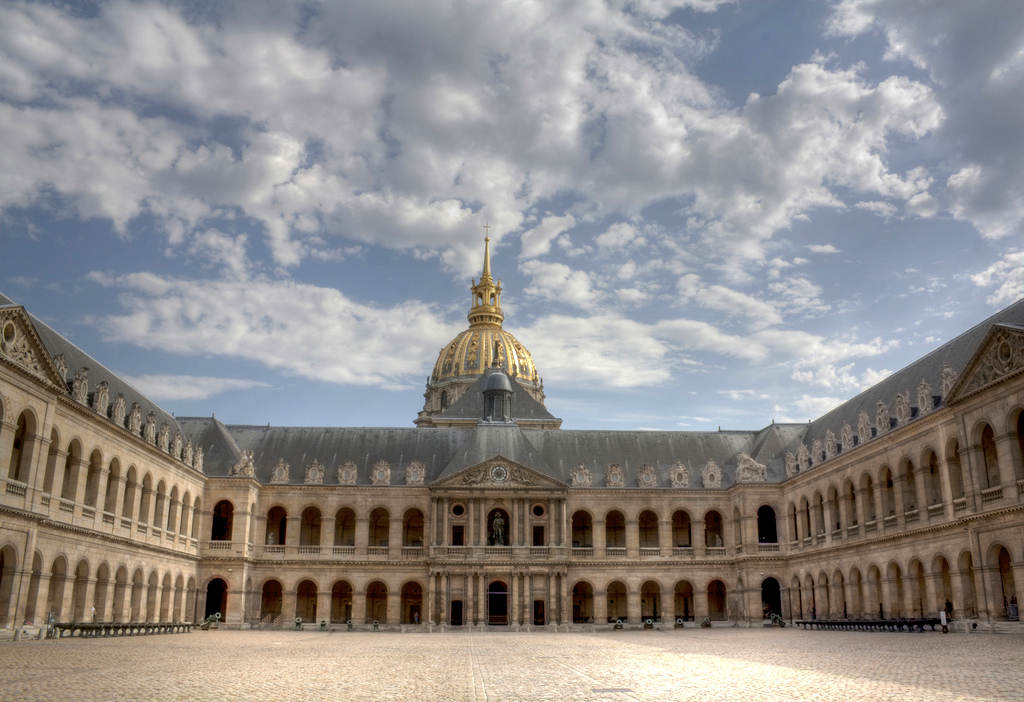
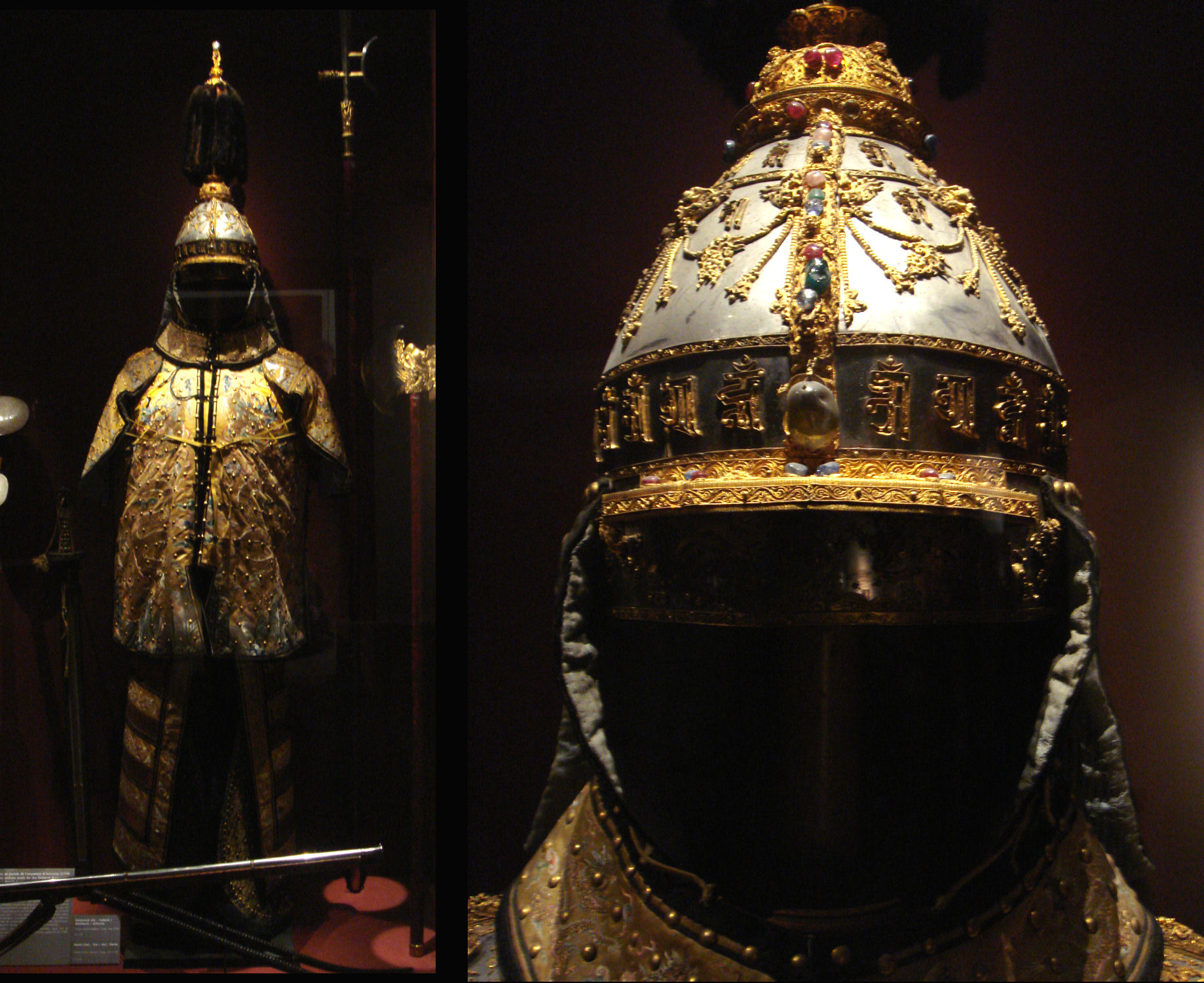
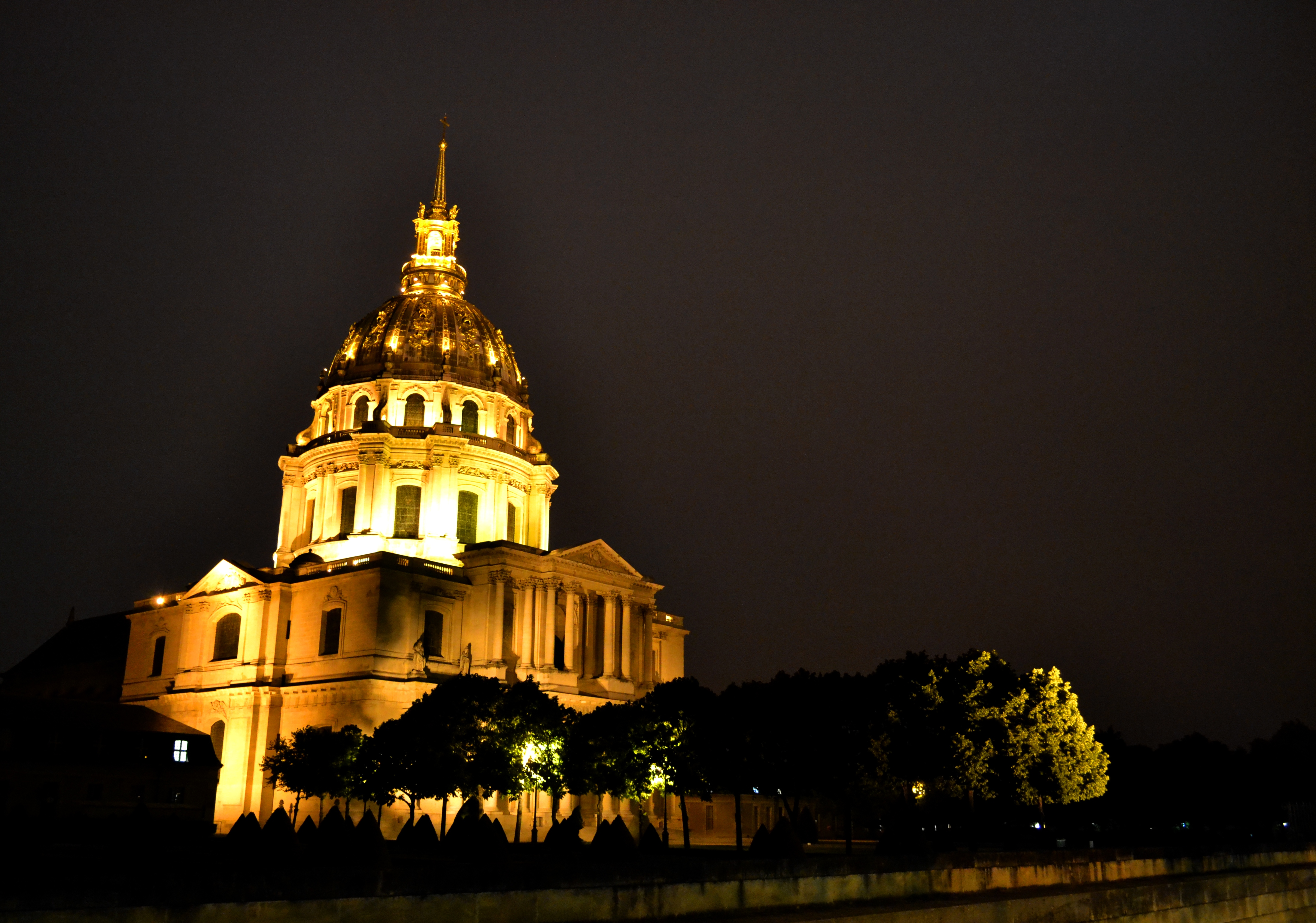
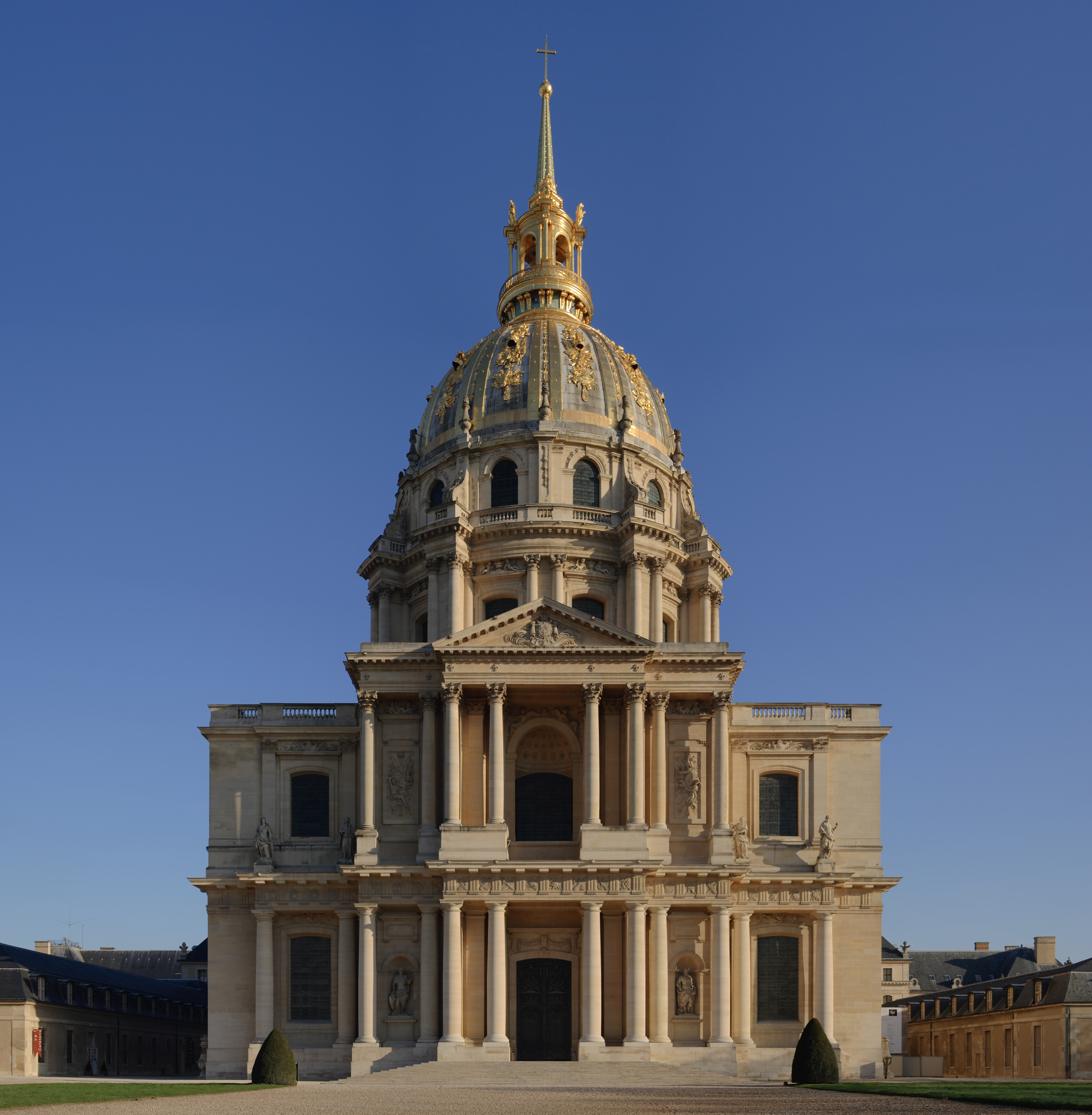
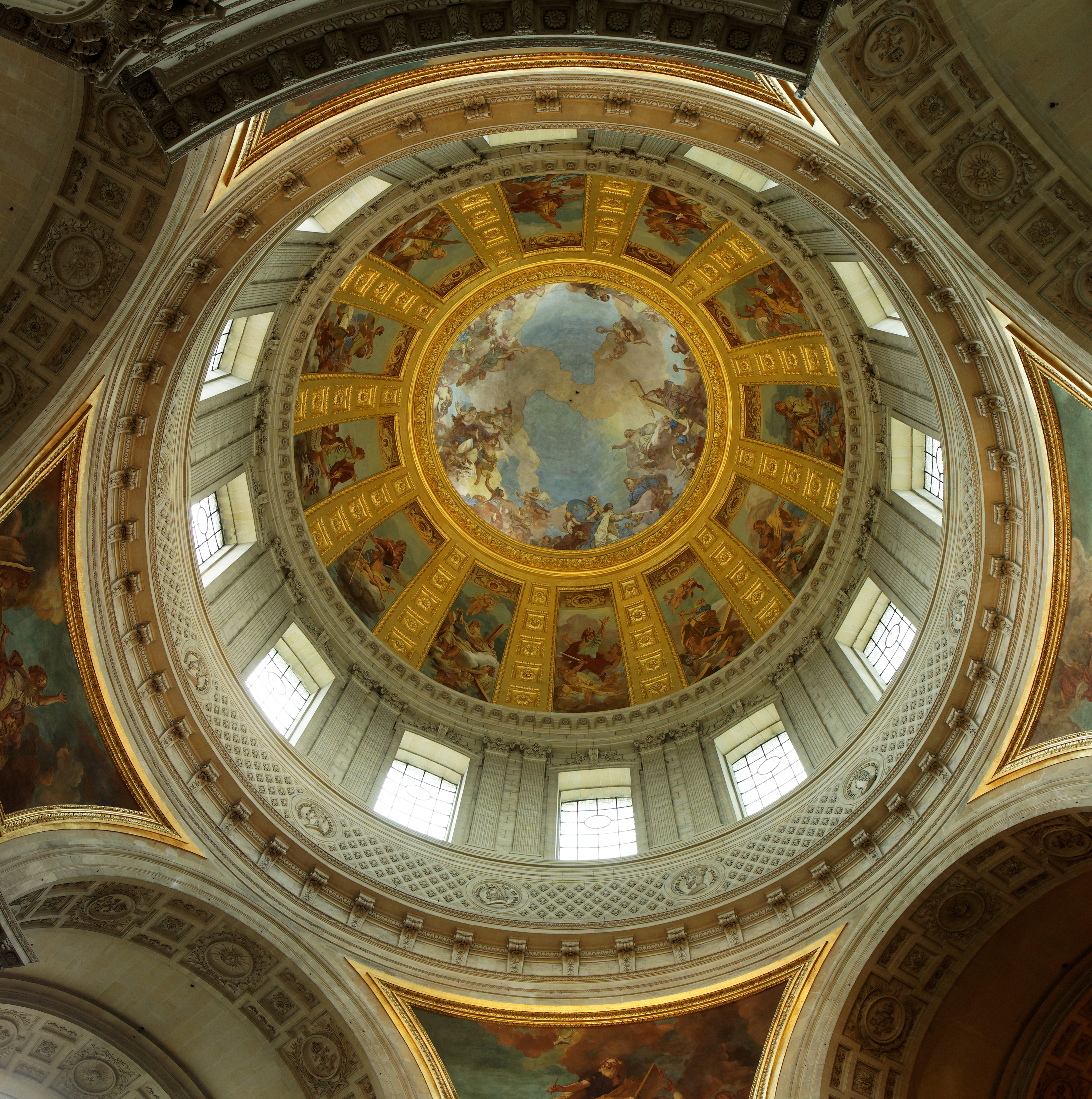
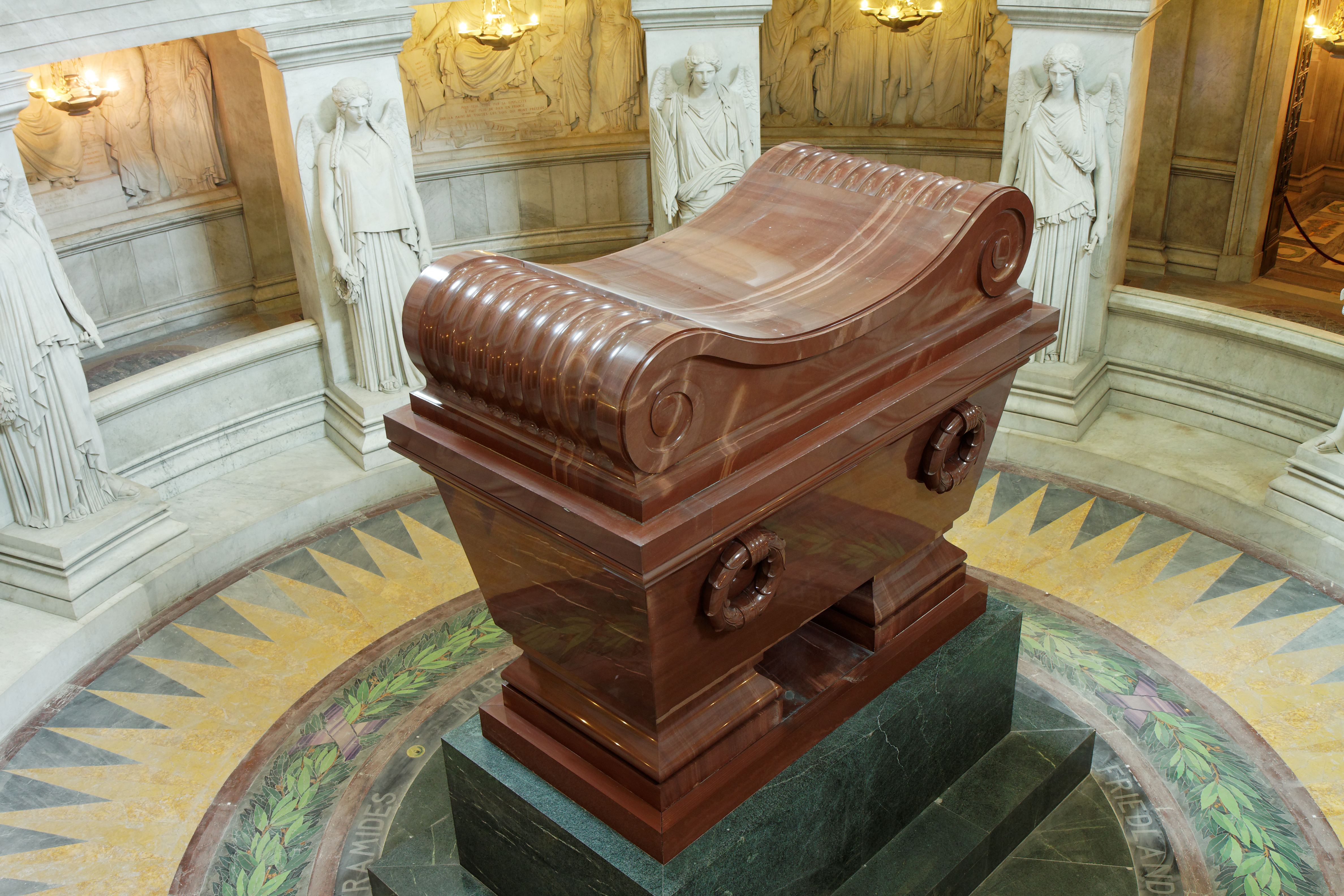
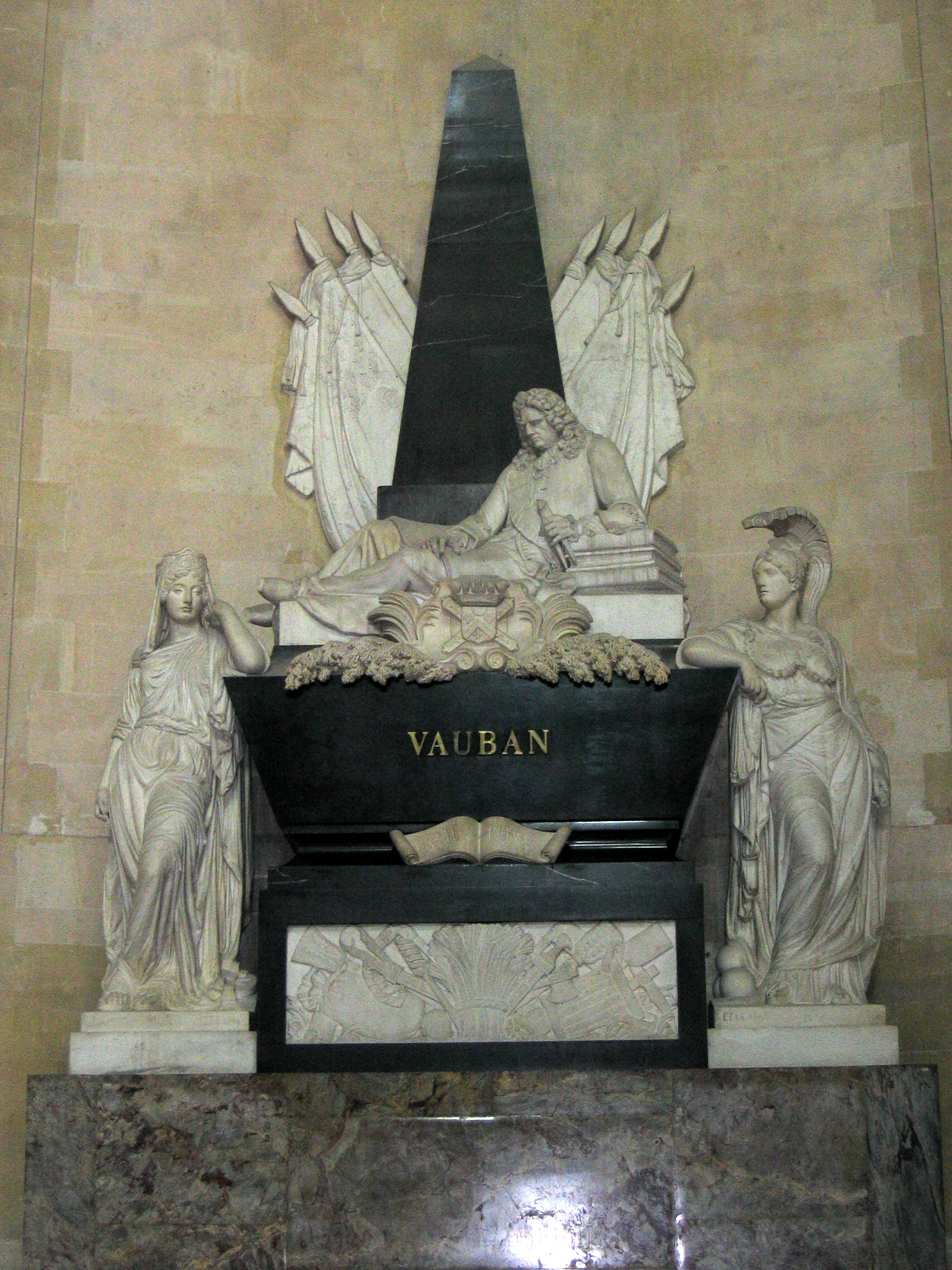

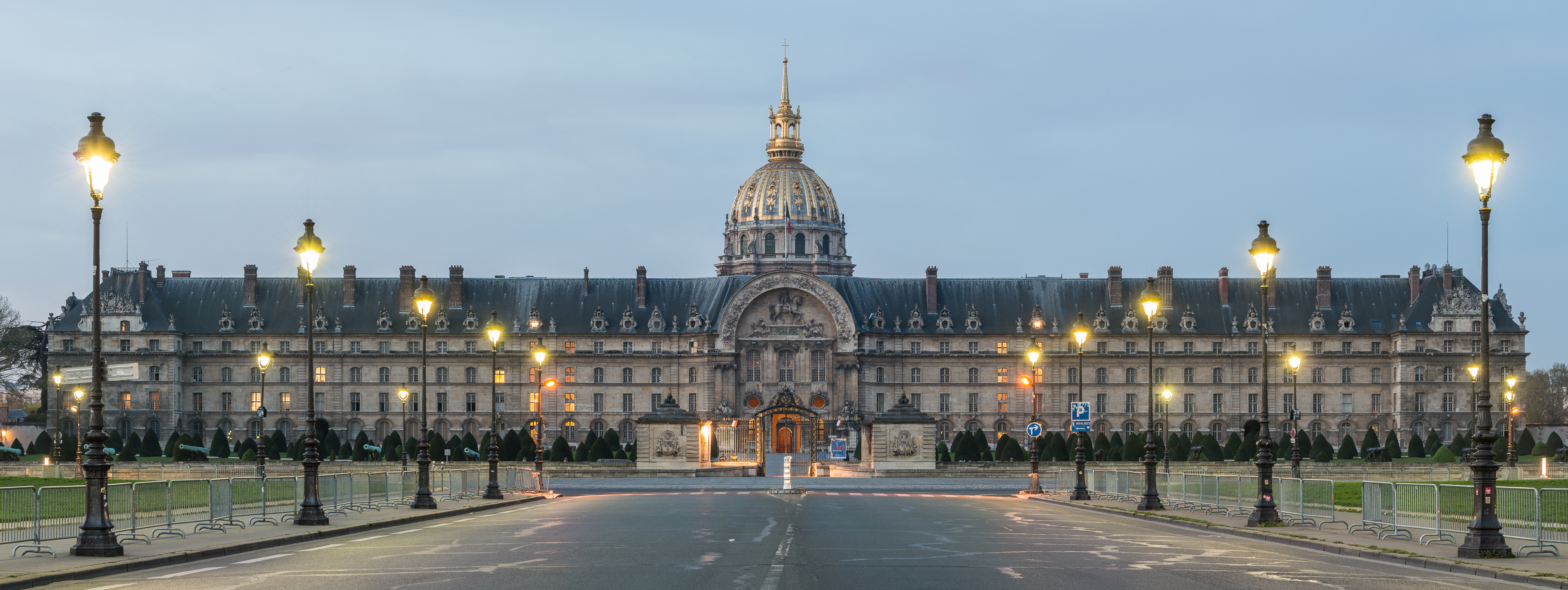
نمایی از بخش شمالی لِزَنْوَلید

## معماری
| Le plan de l'Hôtel des Invalides | |
| Dome of Les Invalides Saint-Louis-des-Invalides Cathedral Musée de l'Armée Musée des Plans-Reliefs Musée de l'Ordre de la Libération                                                         | Institution nationale des Invalides Gouverneur des Invalides Gouverneur militaire de Paris Chancellerie de l'Ordre de la Libération Office national des anciens combattants et victimes de guerre |
| - 1. Cour d'honneur - 2. Cour d'Angoulème - 3. Cour d'Austerlitz - 4. Cour de la Victoire - 5. Cour de la Valeur - 6. Cour de Mars - 7. Cour de Toulon - 8. Cour de Nismes - 9. Cour de Metz | - 10. Cour de l'Infirmerie - 11. Cour d'Oran - 12. Cour de la Paix - 13. Cour d'Arles - 14. Cour d'Alger - 15. Cour Saint-Louis - 16. Cour Saint-Joseph - 17. Cour Saint-Jacques                  |